# کلیسای جامع سن فرناندو

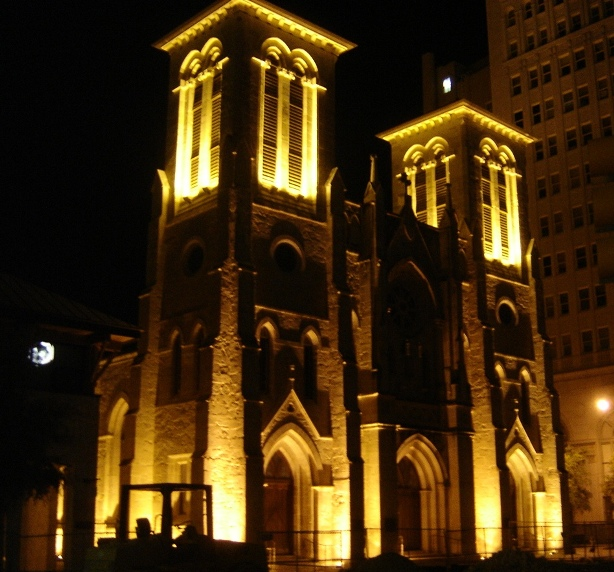

کلیسای سن فرناندو (به انگلیسی: Cathedral of San Fernando) نام کلیسایی در شهر سن آنتونیو در تگزاس است.
این کلیسای کاتولیک نخست در سال ۱۷۳۸ بنا گردید.

## جستارهای مربوطه
- باسیلیکای عبادتگاه ملی گل کوچک